# Българска асоциация на вещите лица и експертите
Българска асоциация на вещите лица и експертите (БА ВЛЕК) е сдружение с нестопанска цел, което обединява действащи, признати и доказани експерти, оценители, вещи лица и арбитражни експерти.
Асоциацията разполага с офиси в София, Варна и Димитровград, както и с представителства и регионални структури в над 20 града в страната.

## История
Регистрирана е през 2005 година по фирмено дело № 420/2005 в Софийския градски съд. С акт № 39 от 23 януари 2015 г. асоциацията е приета за член на Гражданския съвет към Висшия съдебен съвет.

## Членове
Към настоящия момент БА ВЛЕК разполага с екип от над 50 утвърдени в своята област експерти – икономисти, инженери, лекари, компютърни специалисти, химици, биолози, както и професионалисти с управленски и проектантски опит в промишлеността, транспорта, технологиите и учебните технически средства. Повечето от тях са включени в Списъка на експертите към Софийския градски съд, Софийския районен съд, Софийския окръжен съд, арбитражните съдилища, както и в списъците на повечето съдилища в страната, където БА ВЛЕК има представителства и регионални структури. Експертите на БА ВЛЕК притежават лицензи и сертификати, доказващи тяхната компетентност и специални знания в съответната област.